# Microcerella spinosa
Microcerella spinosa är en tvåvingeart som först beskrevs av Hall 1937.  Microcerella spinosa ingår i släktet Microcerella och familjen köttflugor. Inga underarter finns listade i Catalogue of Life.